# 赤羽桂
赤羽桂（あかば けい、1922年1月22日 - 1972年11月3日）は、日本の大蔵官僚。理財局次長（理財担当）、関税局長などを歴任。

## 来歴
長野県出身。東京高校を経て東京帝国大学法学部法律学科卒業。1944年9月 大蔵省入省。総務局文書課属。
1945年5月 大臣官房文書課。1947年5月8日 水戸税務署長。1950年11月15日に主計局法規課長補佐となって以降は主に主計局でキャリアを歩んでいく。この間、経済企画庁や防衛庁への出向も経験する。1966年7月22日 主計局総務課長。1967年8月4日 経済企画庁調整局参事官。1969年8月 大蔵省大臣官房審議官（大臣官房担当）。1970年6月25日 理財局次長（理財担当）。1971年10月1日 関税局長兼税関研修所長。1972年11月3日 関税局長室で実務中に病死。

## 略歴
- 1944年9月：大蔵省入省。総務局文書課。
- 1945年5月：大臣官房文書課。
- 1946年3月：大阪財務局総務部総務課 兼 直税部調査課。
- 1946年5月：大阪財務局理財部。
- 1947年4月：高等試験行政科を合格。
- 1947年5月8日：水戸税務署長。
- 1948年10月25日：銀行局。
- 1950年9月18日：大臣官房財務官室。
- 1950年11月15日：主計局法規課長補佐。
- 1951年6月：米国出張。
- 1952年11月：主計局主計官補佐（運輸係）。
- 1954年6月：主計局主計官補佐（運輸、鉄道係）。
- 1955年5月16日：経済審議庁総務部企画課。
- 1955年7月：経済企画庁長官官房企画課。
- 1956年8月：経済企画庁長官官房企画課主査。
- 1956年8月：主計局主計官補佐（総理府係）。
- 1956年9月：主計局主計官補佐（総理府係） 兼 総理府内閣総理大臣官房審議室。
- 1957年5月：主計局主計官補佐（防衛係）。
- 1958年6月10日：総理府国防会議事務局参事官。
- 1959年7月16日：防衛庁経理局会計課長。
- 1961年7月1日：主計局主計官（総理府、特別機関、司法・警察担当）。
- 1963年5月20日：主計局主計官（大蔵、文部、科学技術担当）。
- 1964年7月6日：主計局法規課長。
- 1966年7月22日：主計局総務課長 兼 主計局法規課長。
- 1966年8月1日：主計局総務課長。
- 1967年8月4日：経済企画庁調整局参事官。
- 1968年6月24日：経済企画庁調整局参事官 兼 調整局長事務代理。
- 1968年7月4日：経済企画庁調整局参事官。
- 1969年2月8日：経済企画庁調整局参事官 兼 調整局調整課長事務取扱。
- 1969年2月17日：経済企画庁調整局参事官。
- 1969年8月：大臣官房審議官（大臣官房担当）。
- 1970年6月25日：理財局次長（理財担当）。
- 1971年10月1日：関税局長 兼 税関研修所長。
- 1972年11月3日：病死。

## 大蔵省同期
大蔵省の同期に竹内道雄（東京証券取引所理事長、日本輸出入銀行総裁、大蔵事務次官、主計局長、理財局長、大臣官房長、主計局次長（次席））、吉田太郎一（アジア開発銀行総裁、財務官、銀行局長、経済企画庁長官官房長）、林大造（国際金融局長、国際金融局次長）など。